# Pornographie transgenre
Pour des articles plus généraux, voir Pornographie et Sexualité transgenre.
La pornographie transgenre (aussi appelée shemale porn, tranny porn, ou t-girl porn dans le cas de la pornographie représentant des femmes trans) est un genre de pornographie mettant en scène des femmes trans le plus souvent, mais parfois aussi des hommes trans.
Le genre apparaît dans les années 1970 et se démocratise dans les années 2000. À partir du milieu des années 2010, l'apparition de plateformes individuelles comme OnlyFans permet aux artistes de renvoyer des images plus positives et moins stéréotypées de leur sexualité. La pornographie transgenre est sujette à débats au sein des communautés trans : selon certains, il s'agit d'un moyen de se réapproprier son corps comme objet de désir, selon d'autres, il s'agit de fétichisme perpétuant des stéréotypes dangereux.
En 2018, les termes trans et transgenres apparaissent en cinquième position des recherches sur Pornhub. Les professionnels du porno transgenre sont distingués, aux États-Unis, par des récompenses spécialisées.

## Historique
Les premières femmes trans apparaissent dans les productions pornographiques dans les années 1970. En 1981, le film She-Male Encounters connaît un certain succès commercial. En 1989, le film A Female-to-Male Transexual Love Story marque la première apparition d’un homme trans dans un film pornographique, aux côtés de Annie Sprinkle.
À partir de 1998, le réalisateur américain Joey Silvera devient l’un des principaux artisans de la « démocratisation » de la pornographie mettant en scène des femmes transgenres. Il contribue à sa popularisation notamment grâce à la série Rogue Adventures, sortie uniquement en DVD, mais qui rencontre un large succès. Ce genre commence alors à se diffuser plus largement, et les premières vedettes des femmes transgenres de la pornographie acquièrent une notoriété auprès du grand public à l’échelle mondiale,,.
En 2005, Titan Media sort le film Cirque Noir, dont l’acteur principal est Buck Angel, actif dans l’industrie pornographique depuis trois ans. Le film rencontre un important succès et contribue à faire connaître les hommes trans dans le monde de la pornographie.
L’essor de la plateforme OnlyFans modifie les représentations des personnes transgenres dans les contenus pornographiques, en leur permettant de diffuser des images plus positives d’elles-mêmes et de garder le contrôle sur leurs productions. Plusieurs plateformes spécialisées et coopératives émergent alors sur Internet, offrant aux personnes trans la possibilité de produire et de publier de la pornographie sans dépendre des studios traditionnels, principalement centrés sur la pornographie cisgenre,.

## Économie et démographie
La très grande majorité des films de ce type concerne des femmes trans,,. Elles partagent le plus souvent l'affiche avec des hommes cisgenres, mais peuvent aussi jouer avec d'autres femmes, transgenres ou non.
En 2018, les termes trans et transgenres apparaissent en cinquième position des recherches sur Pornhub, le plus souvent recherchés par des hommes hétérosexuels cherchant des femmes trans avec des pénis. La majorité des spectateurs de la pornographie transgenre se considèrent comme hétérosexuels,,,, au point que l'actrice porno transgenre Wendy Williams a qualifié le porno trans de « spécialité hétéro ».
Certaines personnes considèrent le porno trans comme relevant du porno gay,,,. La société de production Evil Angel estime que la pornographie transgenre lui apporte une marge commerciale d'environ 20 % plus élevée que les autres genres pornographiques, la demande étant bien plus élevée que l'offre.

## Représentations

### Femmes trans

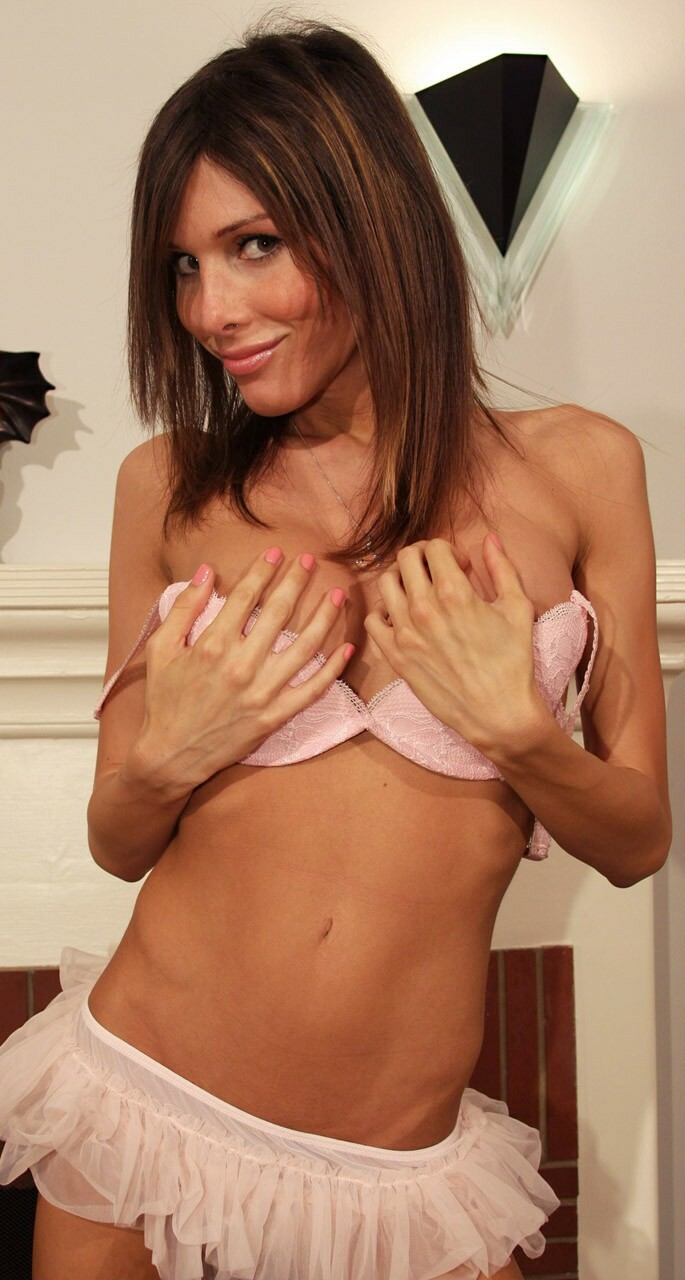
Kimber James, vedette transgenre de films pornographiques.

Les expressions employées dans le vocabulaire de l'industrie du X américaine pour se référer aux actrices pornographiques transgenres sont « chicks with dicks », « trannies », ou « shemales », qui sont pourtant des insultes transphobes en dehors du milieu,,.
Le terme « transgenre » (en anglais transgender), jugé plus respectueux, a fait son apparition dans le vocabulaire du porno, notamment en ce qui concerne les noms des récompenses spécialisées, mais les termes du type « shemale » ou « tranny » demeurent beaucoup plus utilisés, car jugés plus commerciaux et plus présents dans les recherches sur Internet.
Les actrices transgenres peuvent jouer des rôles aussi bien actifs que passifs.

### Hommes trans

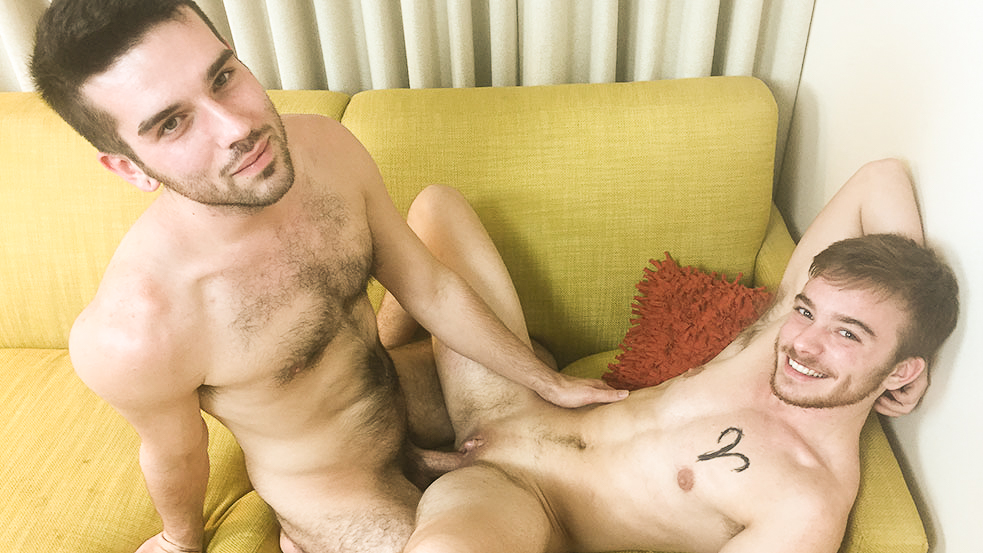
Scène de sexe entre deux acteurs pornographiques, l'un cis et l'autre trans.

Il existe également des films pornographiques mettant en scène des hommes trans — l'acteur Buck Angel en est le représentant le plus connu — mais cette catégorie est encore marginale,. La catégorie reste très minoritaire, mais en forte hausse à la fin des années 2010.

## Préjugés et pédagogie
Certains membres de la communauté LGBT reprochent au porno trans de nourrir les préjugés envers les personnes transgenres en les présentant comme des objets sexuels. Des acteurs de l'industrie du X comme Wendy Williams et Buck Angel ont contesté ce point de vue, en avançant que le porno peut au contraire servir à faire accepter des sexualités marginales et faire ainsi progresser la tolérance,,,,.
La pornographie transgenre peut aider des personnes trans à accepter leur corps et à le voir comme désirable,. Les acteurs trans, surtout à l'ère d'Internet, adaptent cependant leurs corps aux désirs du public, pouvant choisir certaines opérations chirurgicales par exemple pour maximiser l'intérêt que le public leur portera.

## Récompenses
Les professionnels du porno transgenre sont distingués, aux États-Unis, par des récompenses spécialisées, dont les principales sont l'AVN Award Transsexual Performer of the Year depuis 2004, et les Transgender Erotica Awards (anciennement Tranny Awards) depuis 2009,.